# ألفين تيهاو
ألفين تيهاو (بالفرنسية: Alvin Tehau) (10 أبريل 1989 فرنسا - ) هو لاعب كرة قدم فرنسي، يلعب كلاعب وسط.

## وصلات خارجية
ألفين تيهاو على موقع الاتحاد الدولي (مؤرشف)  (الإنجليزية)
- ألفين تيهاو على موقع قاعدة بيانات كرة القدم.إي يو (الإنجليزية)
- ألفين تيهاو على موقع ناشيونال فوتبول تيمز (الإنجليزية)
- ألفين تيهاو على موقع Soccerway.com (الإنجليزية)